# Stine Larsen
Stine Larsen (født 24. januar 1996) er en dansk professionel fodboldspiller, der spiller for BK Häcken i Damallsvenskan. Tidligere har hun spillet for Aston Villa fra 2020-21 og for den franske klub FC Fleury 91 fra august 2019 til juni 2020.  Fra 2013 til 2019 spillede hun for Brøndby IF i Elitedivisionen. Siden 2015 har hun været en del af Danmarks kvindefodboldlandshold.

## Karriere

### Klubhold
Larsen kom til Brøndby IF som 12-årig og fik senere sin seniordebut i 2013. Med Brøndby blev hun dansk mester i 2015 og 2017 og vinder af pokalturneringen i 2014, 2015 og 2017.
Som 17-årige debuterede hun også i UEFA Women's Champions League i 2013/14, hvor hun sammenlagt nåede at spille mere end 90 minutter i begge kampe mod FC Barcelona i kvalifikationsrunden. Med stor succes og målfarlighed var hun en af kvindeligaens største profiler, hvilket også medførte at hun blev som Årets spiller i 3F-ligaen i 2018. I pokalfinalen i 2018 pådrog Larsen sig en korsbåndsskade der holdte hende ude i et år.
I maj 2019 skiftede hun til den franske ligaklub FC Fleury 91. Efter blot et år i den franske Division 1 Féminine, skiftede hun til FA Women's Super League for nyoprykkerende fra Aston Villa W.F.C.. Den 13. september 2019 scorede hun hendes første mål for klubben i et 1-3-nederlag til Reading FC. Efter et år i England flyttede hun så til BK Häcken i Damallsvenskan. Her var hun også en fast del af holdets opstilling i gruppespillet ved UEFA Women's Champions League 2021-22, hvor Häcken dog ikke avancerede fra gruppen.

### Landshold
Larsen fik sin officielle debut på det danske A-landshold den 12. januar 2015 mod New Zealand, efter mange succesrige år på ungdomslandsholdene. Hun blev i 2017 udtaget til Nils Nielsens endelige trup frem mod EM i fodbold 2017 i Holland. Larsen havde fast plads i startopstillingen igennem alle Danmarks kampe under turneringen, undtagen den anden gruppekamp mod Holland hvor hun blev indskiftet efter 68 minutter af Katrine Veje. Med holdet nåede hun EM-finalen for første gang i landsholdets historie og vandt sølv. Den 12. november 2019 scorede Larsen hattrick i 14–0-sejren over Georgien og igen den 21. september 2021 i 8–0-sejren over Aserbajdsjan.
I juni 2022 blev hun igen udtaget til den endelige trup ved EM i fodbold 2022 i England.

## Hæder

### Klub
Brøndby IF
- Elitedivisionen
  - Vinder: 2014-15, 2016-17
- Landspokalturneringen
  - Vinder: 2014, 2015, 2017, 2018

BK Häcken
- Damallsvenskan
  - Sølv: 2021

### Landshold
- EM i fodbold 2017: Toere

### Individuel
- 2015 - Årets kvindelige talent i fodbold.[14]